# Белозерский, Андрей Николаевич
Андре́й Никола́евич Белозе́рский (16 [29] августа 1905, Ташкент, Сырдарьинская область, Российская империя — 31 декабря 1972, Москва, СССР) — советский биолог, биохимик, один из основоположников молекулярной биологии в СССР. Герой Социалистического Труда (1969).
Академик АН СССР (с 1962; член-корреспондент с 1958), вице-президент АН СССР (28 мая 1971 — 31 декабря 1972). Проводил исследования по составу нуклеиновых кислот и их распространению у различных организмов. Получил первое доказательство о существовании м-РНК. Заложил основы геносистематики.

## Биография

### Детство
А. Н. Белозерский родился в Ташкенте в семье чиновника — его отец Николай Андреевич Белозерский, был из семьи русских переселенцев в Среднюю Азию, служил юристом судебной палаты, его мать, Евгения Семёновна, по рождению Лахтина, была преподавателем музыки в прогимназии (дед по материнской линии — Семён Иванович Лахтин (1845—1892) — русский купец и один из основателей хлопкового дела в Российской Империи). В семье было трое детей: Николай, Лидия и Андрей. После смерти родителей в 1913 году Андрей Белозерский попал в Гатчинский сиротский приют, но после закрытия приюта весной 1917 года он переехал на жительство в семью сестры матери, Татьяны Семёновны Ивановой, в город Верный.

### Студенческие годы
В 16 лет в 1921 году А. Н. Белозерский без получения школьного аттестата был зачислен студентом на физико-математический факультет Среднеазиатского государственного университета (САГУ) в Ташкенте. Его учителями были Н. А. Димо, А. Л. Бродский, П. А. Баранов, И. А. Райкова, А. И. Введенский и др. Будучи студентом, Андрей Николаевич работал лаборантом (1923—1924), а с 1925 года начал преподавать на рабфаке САГУ. В университете под руководством известного биолога А. В. Благовещенского он выполнил свою первую научную работу — изучал концентрацию водородных ионов в водных вытяжках из листьев некоторых горных растений.
В 1927 году А. Н. Белозерский окончил физико-математический факультет по специальности «физиология растений». С 1927 по 1930 годы учился в аспирантуре САГУ.

### Работа в Московском университете
В 1930 году Андрей Николаевич во время поездки в Москву познакомился с Александром Робертовичем Кизелем и был приглашён им на работу в создаваемую в тот момент кафедру биохимии растений в Московский университет. Под руководством А. Р. Кизеля Андрей Николаевич начал изучать растительные белки на разных стадиях онтогенеза растений, в частности нуклеопротеиды, представляющие собой комплексы белков с нуклеиновыми кислотами.
С 1930 года А. Н. Белозерский работал на кафедре биохимии растений МГУ: ассистентом (1930—1932), затем доцентом (1932—1943) и профессором (1943—1972). В 1938 году ему без защиты диссертации была присвоена учёная степень кандидата наук, а в 1943 защитил диссертацию на степень доктора биологических наук на тему «Нуклеопротеиды и полинуклеиновые кислоты растений».
В 1943 году А. Н. Белозерский был утверждён профессором биологического факультета МГУ. В 1960 назначен заведующим кафедрой биохимии растений МГУ. После кончины А. Н. Белозерского кафедру возглавил его ученик, академик А. С. Спирин (сегодня кафедра молекулярной биологии биологического факультета МГУ).
В 1946 году А. Н. Белозерский был избран членом Учёного совета биологического факультета МГУ, в 1951 — Учёного совета МГУ, в 1954 — председателем ботанической секции Учёного совета биолого-почвенного факультета МГУ.
С 1951 по 1954 годы А. Н. Белозерский был директором Биолого-почвенного научно-исследовательского института МГУ, а в 1954—1960 годы — заведующим Ботанического отделения биолого-почвенного факультета МГУ.
В 1963 А. Н. Белозерский становится заведующим вновь организованной кафедры вирусологии на биолого-почвенном факультете МГУ, в 1965 году — вновь созданной проблемной межфакультетской лаборатории биоорганической химии МГУ, которая в 1991 году стала НИИ физико-химической биологии им. А. Н. Белозерского.
При непосредственном участии А. Н. Белозерского в лабораторных и факультетских делах проходило постоянное обновление и пополнение оборудования в лаборатории, создавались новые практикумы и лекции для студентов биологического факультета. Совместно с Н. И. Проскуряковым написано «Практическое руководство по биохимии растений».
А. Н. Белозерский очень любил молодёжь, внимательно наблюдал за учебной и научной деятельностью студентов, оценивая их увлечение наукой и трудолюбие.
Что останется после меня от моей научной деятельности — я не знаю. Но когда я смотрю на своих лекциях в широко раскрытые глаза слушающих и внемлющих мне студентов, я испытываю ни с чем не сравнимое удовлетворение. Я чувствую в этот момент, что недаром ем народный хлеб.
Андрей Николаевич Белозерский создал большую школу русских биохимиков (А. С. Спирин, А. С. Антонов, Б. Ф. Ванюшин, И. Б. Наумова и др.). Под его руководством защищено большое количество кандидатских и докторских диссертаций, ряд учеников стали членами РАН.

### Другая деятельность
В 1937—1940 годах А. Н. Белозерский — старший научный сотрудник Института микробиологии Академии наук СССР, в 1943—1946 годах А. Н. Белозерский работал консультантом Института малярии и медицинской паразитологии Академии медицинских наук СССР.
А. Н. Белозерским была основана новая лаборатория антибиотиков (сейчас лаборатория биохимии стрессов микроорганизмов)в Институте биохимии им. А. Н. Баха АН СССР (1946), заведующим которой он являлся до 1960 года.
В 1947 — 1951 годах Андрей Николаевич работал в Институте эпидемиологии и микробиологии им Н. Ф. Гамалеи АМН СССР, где совместно с В. Д. Геккером выполнял работу по исследованию антигенных и иммуногенных свойств нуклеопротеидов бактерий кишечной палочки.
А. Н. Белозерский не раз принимал участие в международных конгрессах по биохимии (Бельгия, Австрия), читал лекции в Тиранском университете (Албания), Пекинском университете (Китай), Карловом университете (Чехия), Софийском университете (Болгария).
А. Н. Белозерский является одним из создателей Института белка АН СССР в городе Пущино (1968). Был членом Учёного совета Института биохимии им. А. Н. Баха АН СССР (1948), членом Национального комитета советских биохимиков (1952), член экспертной комиссии ВАК СССР по физиологии, биохимии и фармакологии, членом Комитета по Ленинским и Государственным премиям при Совете Министров СССР и председателем секции «Биология» этого комитета (с 1964), председателем Научно-методического совета по биологии при Всесоюзном обществе «Знание» и членом правления этого общества (с 1968), членом Учёного совета Института химии природных соединений (с 1967).
А. Н. Белозерский вёл большую научно-редакционную работу. Он приготовил к изданию ряд монографий и обзоров. Он был главным редактором журнала «Успехи современной биологии» (1963—1972), редактором журналов «Биохимия», «Цитология», «Вестник Академии наук СССР».
Много А. Н. Белозерский работал в Академии наук СССР. В 1963 году он был избран заместителем академика-секретаря Отделения биохимии, биофизики и химии физиологически активный соединений АН СССР, в 1970 — академиком-секретарём Отделения, в 1971 году — вице-президентом АН СССР и председателем Секции химико-технологических и биологических наук Президиума АН СССР. Он вёл работу по продвижению фундаментальных научных достижений на нужды промышленности и сельского хозяйства. Он был одним из организаторов разработки развёрнутого плана по изучению молекулярной биологии в СССР, который был сформулирован в Постановлении Правительства от 19 апреля 1974 года (принят после кончины А. Н. Белозерского) «О мерах по ускорению развития молекулярной биологии и молекулярной генетики и использованию их достижений в народной хозяйстве».
С 1950 по 1953 год был депутатом Краснопресненского районного Совета депутатов трудящихся г. Москвы.

### Личная жизнь, семья
Андрей Николаевич был дважды женат и имел троих детей: дочь Наталью от первого брака и двоих детей от второго брака — Михаила (род. 1944) и Татьяну (замужем за биологом Александром Замятниным). Все дети получили образование в областях, близких к биологии.
Умер А. Н. Белозерский в Москве от рака желудка 31 декабря 1972 года и похоронен на Новодевичьем кладбище в Москве.

## Научная деятельность и достижения

### Исследования нуклеиновых кислот
В начале 30-х годов А. Н. Белозерский был первым в СССР, кто начал систематическое исследование нуклеиновых кислот (НК). В то время было известно два типа НК: тимонуклеиновая (ДНК), выделенная из тимуса телёнка и «дрожжевая» (РНК), обнаруженная в дрожжах и проростках пшеницы. Первую называли «животной», а вторую — «растительной». Первые значимые работы, выполненные А. Н. Белозерским, относятся к вопросу о «животных» и «растительных» НК. В 1934 году в журнале «Hoppe-Seyler’s Zeitschrift fur physiologishe Chemie», затем в 1935 году в «Учёных записках МГУ» появились статьи А. Р. Кизеля и А. Н. Белозерского, в которых доказывалось присутствие в растительных клетках тимонуклеиновой кислоты. А. Н. Белозерскому первому удалось выделить и идентифицировать тимин сначала из проростков семян гороха, а затем из семян других бобовых. Из семян конского каштана он выделил саму ДНК. Впоследствии наличие РНК и ДНК было подтверждено в почках липы, луковицах лука, зародышах пшеницы. Полученные Белозерским результаты позволили отвергнуть деление НК на «животные» и «растительные» и утвердить представление об универсальном распространении ДНК как в растительных, так и в животных клетках.
Изучая бактерии, А. Н. Белозерский отметил высокое содержание в клетках нуклеиновых кислот, составляющее до 30 % от сухого веса, в отличие от высших организмов. А. Н. Белозерский сделал вывод, что этот факт связан с высокими темпами размножения и роста бактерий. Позднее А. Н. Белозерский показал, что количество нуклеиновых кислот, особенно РНК, не является постоянной для одного вида величиной и меняется с возрастом культуры: в молодых бактериальных клетках одного и того же вида может содержаться большее количество РНК, чем в старых. Андрей Николаевич показал новую для того времени зависимость (единовременно с Т. Касперссоном и Ж. Браше)- взаимосвязь количества нуклеиновых кислот с интенсивностью биосинтеза белка. Эти выводы были сделаны А. Н. Белозерским задолго до появления термина «молекулярная биология», связанного с публикацией в журнале «Nature» Джеймса Д. Уотсона и Ф. Крика об установлении пространственной модели молекулы ДНК. Таким образом, в результате исследований с 1939 по 1947 годы А. Н. Белозерским были получены первая в мировой научной литературе информация о содержании нуклеиновых кислот у различных видов бактерий.
В работе, опубликованной в 1957 году на русском, а в 1958 — на английском, А. Н. Белозерский и его ученик А. С. Спирин обнаружили несогласованность между составом ДНК и рибосомальной РНК: при широком спектре изменений ДНК состав РНК мало меняется от вида к виду. Вместе с тем, состав белков также сильно меняется от вида к виду. Советские учёные доказали, что схема биосинтеза белка ДНК-РНК-белок требует, чтобы все элементы находились в определённом составном соответствии. Этот вывод привёл к разрушению старой схемы этого процесса. Ф. Крик писал о статье Белозерского и Спирина:
Фаза замешательства была начата статьёй Белозерского и Спирина в 1958 г. Приведённые ими данные показали, что наши представления по ряду важнейших моментов были слишком упрощёнными.
Советские учёные обнаружили, что в клетках присутствует какая-то определённая часть РНК, которая совпадает по составу с ДНК и определяется её структурой или взаимопревращается в ней. Позднее ими было предложено, что похожая часть РНК является связующим звеном в передаче наследственной информации от ДНК к белкам. Часть РНК, обнаруженная Белозерским и Спириным, оказалась быстро синтезирующейся формой РНК, переносящей наследственную информацию от ДНК на рибосомы, где происходит синтез белка. Позднее эту часть РНК назвали матричной (мРНК), или информационной (иРНК).
Работы по изучению нуклеотидного состава ДНК и РНК у бактерий послужили началом многочисленных исследований состава нуклеиновых кислот у других организмов. Эти исследования проводились с 1958 по 1965 в группах МГУ и АН СССР, возглавляемых А. Н. Белозерским. В итоге, был исследован состав ДНК и РНК у многих актиномицетов (Н. В. Шугаева), грибов (Б. Ф. Ванюшин), водорослей (М. В. Пахомова, Г. П. Серенков), некоторых высших растений (Б. Ф. Ванюшин).
А. Н. Белозерский принимал активное участие в создании современной геносистематики (ДНК-систематики, ДНК-таксономии). Сегодня это направление развивается А. С. Антоновым и другими учениками Белозерского.
К научной деятельности групп, возглавляемых А. Н. Белозерским, можно отнести исследование видовой функциональной специфичности адапторных РНК(Г. Н. Зайцева), изучение изменений в аминокислотном составе белков в ответ на замещение нуклеотидов в ДНК (А. С. Антонов), изучение поступления из среды, транспорта, накопления и форм существования фосфата у низших организмов (И. С. Кулаев, М. С. Крицкий).

### Антибиотики
Ещё одним объектом исследования А. Н. Белозерского являлись антибиотики, изучение которых он начал в годы Великой Отечественной войны. А. Н. Белозерский изучал химическое строение одного из эффективных отечественных антибиотиков — грамицидина С, впервые полученного Г. Ф. Гаузе и М. Г. Бражниковой. В первых работах по этой теме была показана полипептидная природа грамицидина и определён впервые аминокислотный состав (А. Н. Белозерский, Т. С. Пасхина). Работы также велись во вновь организованной лаборатории антибиотиков Института биохимии им. А. Н. Баха, где было получено несколько замещённых производных грамицидина, изучена их активность.

### Белки: строение, комплексы с нуклеиновыми кислотами
А. Н. Белозерский интересовался вопросом о нуклеопротеидной форме существования нуклеиновых кислот в живых организмах. Он сделал попытку фракционирования общих нуклеопротеидных препаратов и разработал характерную методическую схему этого процесса, сыгравшую позже большую роль в исследовании нуклеиновых кислот. На основании проведённых им экспериментов Белозерский пришёл к выводу о существовании в клетке нуклеиновых кислот в различной связанности с белком: несвязанном, лабильно связанном и прочно связанном.
После работ Ф. Мишера и А. Косселя было принято считать, что белковым компонентом нуклеопротеидов является гистон — белок без триптофана. Исследования А. Н. Белозерского в 1936—1942 годах впервые установили присутствие триптофансодержащих белков в нуклеопротеидах растений и животных. Также А. Н. Белозерским и Г. И. Абелевым были выделены гистоны из дезоксирибонуклеопротеида зародышей пшеницы. Это было ещё одним доказательством единства принципов организации ядерного аппарата у растений и животных.

### Другие направления
Изучение нуклеотидного состава ДНК организмов привело к ещё одному направлению — исследованию метилированных пуриновых и пиримидиновых оснований в составе ДНК. Этими исследованиями занимался ученик А. Н. Белозерского Б. Ф. Ванюшин.
Большой вклад внёс А. Н. Белозерский в исследования неорганических полифосфатов и тейхоевых кислот. На кафедре биохимии растений В. Б. Корчагиным (1954 год) и И. С. Кулаевым (1957 год) были написаны первые кандидатские диссертации по полифосфатом. Наумова И. Б. (1903—2003 годы), выпускница кафедры биохимии растений, занималась изучением структуры и функций тейхоевых кислот.
В годы работы в Институте эпидемиологии и микробиологии им. Н. Ф. Гамалея АМН СССР А. Н. Белозерский проводил исследования антигенных и иммуногенных свойств нуклеопротеидов бактерий кишечной палочки. Под его руководством были начаты исследования полисахаридов у разных групп микроорганизмов: у водорослей, азобактерий, актиномицетов. Было обнаружено большое разнообразие химического строения полисахаридов клеточной стенки.

## Награды и научное признание
За большой вклад в науку А. Н. Белозерский был избран член-корреспондентом в 1958 и в 1962 — действительным членом АН СССР. За заслуги перед страной был удостоен звания Героя Социалистического труда (1969) и награждён тремя орденами Ленина (1961, 1965, 1969); и орденом Трудового Красного Знамени (1951). Также Белозерский награждён медалью «За доблестный труд в Великой Отечественной войне 1941—1945 гг.», медалью «За оборону Москвы» (1945).
В 1948 году Учёным советом МГУ Андрею Николаевичу присуждена первая премия М. В. Ломоносова за работу «Бактериальные нуклеопротеиды и полинуклеотиды».
В 1971 А. Н. Белозерского избрали членом Германской академии естествоиспытателей «Леопольдина» в ГДР.
Академик А. С. Спирин, ученик А. Н. Белозерского, писал о его роли в изучении нуклеиновых кислот :
Это были первые исследования нуклеиновых кислот в нашей стране. Именно здесь начала складываться советская школа "нуклеинщиков".
Имя присвоено Научно-исследовательскому институту физико-химической биологии Московского государственного университета имени М. В. Ломоносова.

## Научные труды
- Über die Nucleinsäure und die Nucleoproteide der Erbsenkeime. — Hoppe-Seyler’s Z. physiol. Chem., 1934, Bd. 229, H. 4-6, S. 160—166, Tbl. [in Gemeinschaft mit A. Kiesel].
- Практическое руководство по биохимии растений. Учебное пособие для государственных университетов. М., «Сов. Наука», 1951 (совместно с Н. И. Проскуряковым)
- Нуклеопротеиды и нуклеиновые кислоты растений и их биологическое значение, М., АН СССР, 1959
- Состав нуклеиновых кислот и систематика. — Изв. АН СССР, сер. биол., 1960, № 1, (совм. с А. С. Спириным)
- Конденсированные неорганические фосфаты в обмене веществ живых организмов. Ч.2. — Изв. АН СССР, сер. биол., 1962, № 4, (совм. с И. С. Кулаевым)
- О химической природе грамицидина С. — Биохимия, 1945, т.10, вып. 4, с. 344—352. (совместно с Т. С. Пасхиной)
- 5-methylcytosine and 6-methylaminopurine in bacterial DNA.-Nature, 1968, v.218, № 5146, p. 1066—1067. (in collaboration with B.F. Vanyushin, N.A. Kokurina and D.X. Kadirova)
- О нуклеопротеидах и нуклеиновых кислотах зародышей пшеницы. — Биохимия, 1940, т. 5, вып. 2, с. 133—139 (совместно с Л. А. Черномородниковой).